# Thierry Beschefer
Thierry Beschefer (né le 25 mars 1630 à Châlons-sur-Marne, décédé le 4 février 1711 à Reims) était un jésuite qui a séjourné en Nouvelle-France.
Il effectue ses études religieuses à Nancy, et à partir de 1647, il commence à enseigner à Pont-à-Mousson, tout en continuant d'étudier la philosophie. Il est ordonné prêtre en 1661 au sein de l'ordre des jésuites et continue d'enseigner la rhétorique et les humanités à Metz. Finalement, il fait sa profession de foi à Nancy en 1664.
Il arrive en Nouvelle-France en 1665 et effectue tout de suite une mission en Iroquoisie avant de revenir à Québec en 1670 et de prendre la charge du collège de Québec en 1671. Il retourne en France en 1690 ou il continue à effectuer plusieurs fonctions religieuses jusqu’à son décès en 1711.

## Biographie

### Jeunesse, formation religieuse et arrivée en Nouvelle-France
Thierry Beschefer est né le 25 mars 1630 dans la ville française de Châlons-sur-Marne.
Il commence ses études religieuses au noviciat de Nancy en 1647 et enseigne par la suite à Pont-à-Mousson, tout en se consacrant à l'étude de la philosophie entre 1650 et 1653. Pendant les sept années suivantes, il enseigne dans plusieurs collèges jésuites. Il est ordonné prêtre en 1661 et continu d'enseigner la rhétorique à Pont-à-Mousson ainsi que les humanités au collège de Metz. Finalement il fait sa profession de foi à Nancy en 1664.
En 1665, il s'embarque pour la Nouvelle-France et traverse l'Atlantique sur un navire qui transporte aussi des troupes du régiment de Carignan-Salières. Dès son arrivée à Québec, les supérieurs jésuites lui font apprendre la langue huronne.

### Ambassade auprès des anglais et mission en Iroquoisie

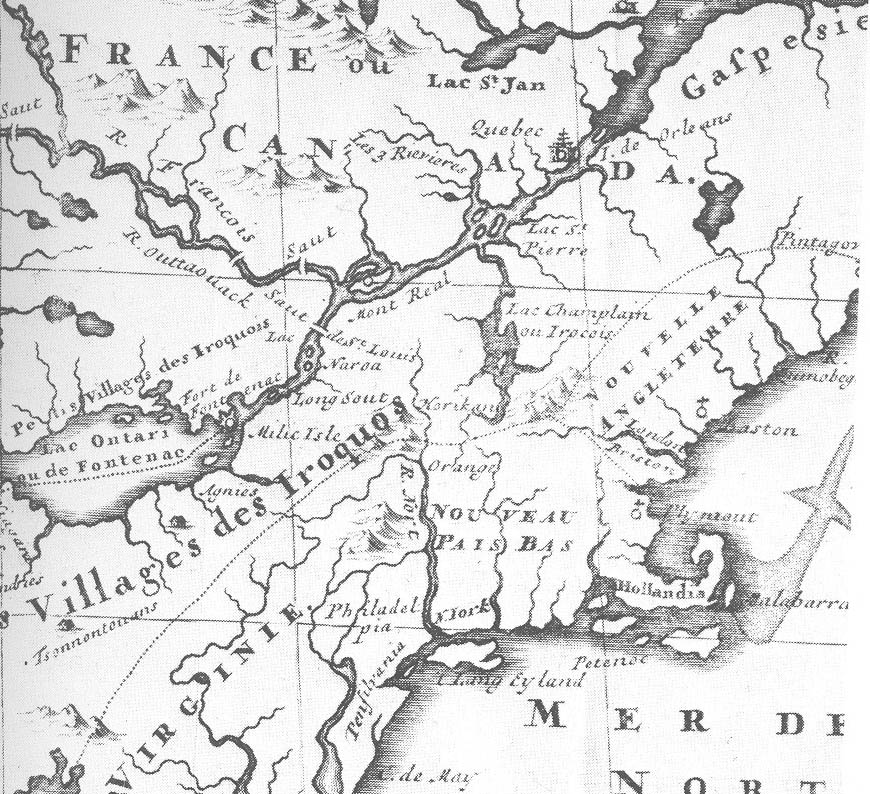
La Nouvelle-France, l'Iroquoisie et les colonies britanniques à la fin du XVIIe siècle

En 1665, gouverneur de la Nouvelle-France Alexandre de Prouville de Tracy cherche à vaincre militairement les Iroquois et à mettre fin aux guerres franco-iroquoises, qui pertubent le développement de la colonie depuis très longtemps. En juillet 1666, le père Beschefer et quelques autres ambassadeurs sont envoyés à New York auprès des dirigeants des colonies britanniques d'Amérique du Nord, qui sont maîtres depuis peu de la Nouvelle-Néerlande. Leur voyage est cependant de courte durée, car ils reviennent à Québec le même mois, ayant dû rebrousser chemin à Trois-Rivières les Mohawks venant juste d'y capturer trois colons et de prendre en otage le cousin du gouverneur de Tracy, de Lerole Canchy.
En 1670 il se rend en mission en Iroquoisie, chez les Agniers afin de venir en aide au père Jean Pierron. Cette mission est alors l'une des plus difficiles de la Nouvelle-France car les colons d'origine hollandaise de fort Orange, aujourd'hui Albany, y ont une influence fort négative sur les Amérindiens.

### Responsable du collège de Québec
En 1671, il est nommé ministre du collège de Québec.

### Retour en France et dernières années
Il retourne en France en 1690, rappelé par le provincial de France et s'installe à Paris au collège Louis-le-Grand où il devient « procureur de la mission canadienne ». Il décide de revenir en Nouvelle-France s’embarque sur un navire lors de l'été 1691, mais la maladie le contraint à revenir en France à bord d'un bateau croisé sur l'Atlantique. Il retourne alors en Champagne et réside au collège de Reims, où il agit en tant que ministre et préfet d’église. Sa santé se détériorant, en 1707, il ne conserve plus que la fonction de confesseur, et deux années plus tard, il n'est plus attitré qu'à la fonction de l’office de consulteur. Il décède au collège de Reims le 4 février 1711 ayant presque atteint l'âge de 81 ans,.